# Vaccinium fuscatum
Vaccinium fuscatum, thường được gọi là quả việt quất đen, là một loài thực vật có hoa trong họ cây thạch thảo (Ericaceae). Nó có nguồn gốc từ khu vực phía đông đến Bắc Mỹ, nó được tìm thấy ở Canada và Hoa Kỳ. Môi trường sống tự nhiên điển hình của nó là các khu vực ẩm ướt như đầm lầy, pocosin và đầm lầy.
Vaccinium fuscatum là một loại cây bụi rụng lá thẳng đứng. Nó có thể được phân biệt với Vaccinium corymbosum trông tương tự bởi thân và bề mặt lá abicular có lông tơ với những sợi lông bẩn thỉu, và trái cây màu sẫm của nó thiếu một lớp phủ glaucous. Ngoài ra, nó có thời gian nở hoa sớm hơn, sản xuất hoa vào đầu mùa xuân.